# 蒙姑镇
蒙姑镇，是中华人民共和国云南省昭通市巧家县下辖的一个镇。
2012年9月19日，云南省人民政府批复同意撤销蒙姑乡，设立蒙姑镇。

## 行政区划
蒙姑镇下辖以下地区：
蒙姑村、拖坑村、干冲村、壁山村、新塘村、牛泥塘村和大朵村。